# Bagaudi
Bagaudi o bacaudae erano bande di vagabondi celtici, diventati poi contadini e pastori e infine, nel clima delle sollevazioni provocate dalla pressione fiscale romana, briganti. Il termine deriva dal bretone bagad che significa "gruppo", "truppa".

## Storia
I bagaudi avevano mantenuto la loro cultura celtica a dispetto della romanizzazione che aveva preso campo nelle città e nelle grandi ville padronali, lasciando immutate gran parte delle zone rurali e montane. Non è chiaro se fossero cristiani e se il messaggio evangelico fosse stato da loro interpretato in termini egualitari, dunque latente di un contenuto rivoluzionario contro il latifondo.
Essi rivendicavano inoltre la loro differenziazione sul piano etnico e un miglioramento delle loro condizioni sociali, allorché, soprattutto, si era verificato un peggioramento climatico che aveva portato ad una minore resa agricola.
Il loro nome comparve per la prima volta durante i disordini contro l'imperatore Marco Aurelio Carino (282-285). La loro prima ribellione fu domata dal generale Massimiano e tornò più volte fino al 460 circa. Nel 407 costrinsero il generale Saro a versare loro tutto il bottino raccolto nella campagna di Gallia in cambio di un passaggio sicuro per i passi alpini. Nel 442 vennero sconfitti dal magister utriusque militiae Astirio. Nel 451 i Bagaudi in lotta con i latifondisti gallo-romani invocarono l'aiuto di Attila.
Le notizie circa lo svolgimento delle lotte spesso non sono sufficientemente chiare, però si possono delineare delle differenziazioni geografiche: in Armorica, verso la metà del V secolo, i ribelli scelsero come mediatore con Roma una carica "istituzionale" quale quella del vescovo Germano di Auxerre (poi santo).

## La leggenda da Saint-Maur-des-Fossés
Un testo ecclesiastico dell'XI secolo menziona un trinceramento dei Bagaudi nella località di Saint-Maur-des-Fossés (Val-de-Marne), sulle rive della Marna, vicino a Parigi, nella località Bagaudarum castrum. Una porta di Parigi nella direzione di Saint-Maur-des-Fossés avrebbe ricevuto, in ricordo dei Bagaudi, il nome di porta Bugaudarum, abbreviata poi in porta Bauda. Un boulevard des Bagaudes si trova nel comune di Saint-Maur-des-Fossés; la piastra porta la curiosa espressione peuplade gauloise. Tuttavia, non fu che nel secolo XIV o XV che questo testo fu aggiunto al manoscritto dell'XI secolo sulla vita di san Baboleno, primo abate di Saint-Maur nel VII secolo.